# 오장섭
오장섭(1947년 3월 26일~)은 대한민국의 정치인이다. 제14·15·16대 국회의원, 제7대 건설교통부장관을 지냈다.

## 역대 선거 결과
|  | 60.03% |

|  | 41.39% |

|  | 53.34% |

|  | 55.45% |

|  | 18.50% |

| 전임 김윤기 | 제7대 건설교통부 장관 2001년 3월 26일~2001년 8월 22일 | 후임 김용채 |

| 전임 이긍규 | 제6대 자유민주연합 원내총무 2000년 4월 17일~2000년 8월 31일 | 후임 이양희 |

| 전임 함석재 | 제9대 자유민주연합 사무총장 2000년 9월 1일~2001년 3월 25일 | 후임 이양희 |

| 전임 이양희 | 제11대 자유민주연합 사무총장 2001년 10월 12일~2002년 11월 7일 | 후임 이봉학 |